# Sphenomorphus anotus
Sphenomorphus anotus är en ödleart som beskrevs av  Allen E. Greer 1973. Sphenomorphus anotus ingår i släktet Sphenomorphus och familjen skinkar. Inga underarter finns listade i Catalogue of Life.